# David Simão
David Martins Simão (Versailles, 15 mei 1990) is een Portugese voetballer. Hij speelt sinds 2019 voor Royal Antwerp FC.

## Carrière
Simão werd geboren in Versailles, Frankrijk, en speelde het grootste deel van zijn jeugdcarrière bij SL Benfica, waar hij op tienjarige leeftijd aankwam bij Grupo Instrução Musical Desportiva Abóboda. Op 19 januari 2008 werd hij bij het eerste team geroepen voor een Portugese bekerwedstrijd tegen CD Feirense, met dank aan manager José Antonio Camacho, en werd zelfs gekozen voor beide UEFA Cup-wedstrijden in de zestiende finale tegen Getafe CF, maar werd niet gebruikt in een van de drie wedstrijden.
Simão maakte zijn professionele debuut bij CD Fátima, in bruikleen. Zijn eerste optreden tegen CD Santa Clara in de seizoensopener 2009-10 in de tweede divisie begon met een 0-1 verlies.Op 26 september 2009 scoorde hij zijn eerste doelpunt voor de ploeg, in een 1-1 gelijkspel tegen Gil Vicente FC.
Op 17 juni 2010 verhuisde Simão naar FC Paços de Ferreira, nog in bruikleen. Hij maakte zijn Primeira Liga-debuut op 14 augustus in een 1-0 thuisoverwinning op Sporting Lissabon, en miste slechts vijf competitiewedstrijden (19 basisplaatsen, 2.051 minuten actie) tijdens de campagne toen het team op de zevende plaats eindigde.
Simão keerde terug naar Benfica voor het seizoen 2011-12, maar werd door de manager Jorge Jesus als surplus aan vereisten beschouwd en verhuisde op 17 januari 2012 opnieuw naar de andere zijde van de club, Académica Coimbra. Hij scoorde zijn eerste doelpunt voor zijn nieuwe club op 26 maart, in een 1-2 verlies bij SC Braga.
Op 31 juli 2012 werd Simão in een seizoenlange verhuizing geleend aan CS Marítimo. Hij beëindigde zijn contract met Benfica eind juni van het volgende jaar en tekende een driejarige overeenkomst met FC Arouca.
Op 26-jarige leeftijd verhuisde Simão voor het eerst in zijn carrière naar het buitenland, waar hij lid werd van de First Professional Football League-club CSKA Sofia. Op 28 mei 2017 verdiende hij tweemaal in The Eternal Derby om Levski Sofia met 3-0 te helpen overwinnen, maar vertrok op 31 augustus van dat jaar om onmiddellijk te tekenen bij Boavista FC.
Simão verhuisde in januari 2019 en ging akkoord met een contract bij Royal Antwerp FC in de Belgische Eerste Klasse A.

## Statistieken
| Club              | Seizoen                                    | League  | League | Cup     | Cup   | League Cup | League Cup | Europees | Europees | Totaal  | Totaal |
| Club              | Seizoen                                    | Matchen | Goals  | Matchen | Goals | Matchen    | Goals      | Matchen  | Goals    | Matchen | Goals  |
| ----------------- | ------------------------------------------ | ------- | ------ | ------- | ----- | ---------- | ---------- | -------- | -------- | ------- | ------ |
| CD Fátima         | 2009–10 Liga de Honra                      | 25      | 5      | 2       | 0     | 2          | 0          | -        | -        | 29      | 5      |
| Paços de Ferreira | 2010–11 Primeira Liga                      | 25      | 0      | 1       | 0     | 6          | 1          | -        | -        | 32      | 1      |
| SL Benfica        | 2011–12 Primeira Liga                      | 0       | 0      | 2       | 0     | 0          | 0          | 0        | 0        | 2       | 0      |
| Académica         | 2011–12 Primeira Liga                      | 11      | 1      | 0       | 0     | 0          | 0          | -        | -        | 11      | 1      |
| CS Marítimo       | 2012–13 Primeira Liga                      | 24      | 4      | 3       | 0     | 2          | 0          | 6        | 0        | 35      | 4      |
| FC Arouca         | 2013–14 Primeira Liga                      | 29      | 4      | 3       | 1     | 0          | 0          | -        | -        | 32      | 5      |
| FC Arouca         | 2014–15 Primeira Liga                      | 32      | 3      | 1       | 0     | 3          | 0          | -        | -        | 36      | 3      |
| FC Arouca         | 2015–16 Primeira Liga                      | 18      | 4      | 3       | 0     | 2          | 0          | -        | -        | 23      | 4      |
| FC Arouca         | Totaal                                     | 79      | 11     | 7       | 1     | 5          | 0          | -        | -        | 91      | 12     |
| CSKA Sofia        | 2016–17 First Professional Football League | 22      | 3      | 0       | 0     | -          | -          | -        | -        | 22      | 3      |
| CSKA Sofia        | 2017–18 First Professional Football League | 2       | 0      | 0       | 0     | -          | -          | -        | -        | 2       | 0      |
| CSKA Sofia        | Totaal                                     | 24      | 3      | 0       | 0     | -          | -          | -        | -        | 24      | 3      |
| Boavista FC       | 2017–18 Primeira Liga                      | 0       | 0      | 0       | 0     | 0          | 0          | -        | -        | 0       | 0      |
| Totaal            | Totaal                                     | 188     | 24     | 15      | 1     | 15         | 1          | 6        | 0        | 222     | 26     |